# Attagenus korotyaevi
Attagenus korotyaevi es una especie de coleóptero de la familia Dermestidae.

## Distribución geográfica
Habita en Mongolia.